# 卡洛琳娜·莫萊斯
卡洛琳娜·莫萊斯（Carolina Morais，1986年4月13日—）是一名安哥拉手球運動員，曾代表國家參加2012年倫敦奧運的女子手球比賽，並未獲得獎牌。